# Via Don Minzoni n.6
Via Don Minzoni n.6 è un film del 2024 scritto e diretto da Andrea Caciagli, alla sua opera prima.

## Trama
Al tavolino di un bar, Andrea riceve dal padre le chiavi della casa di famiglia in Via Don Minzoni n.6 e delle direttive: deve passare l’ultima notte nella casa, venduta dopo la scomparsa della nonna, chiudere le ultime scatole e consegnare le chiavi ai nuovi proprietari la mattina successiva. Andrea rientra nelle stanze di via Don Minzoni e comincia a ripercorrere il suo passato attraverso spazi, oggetti e fotografie che gli riportano alla mente la sua vita nella casa, incontra la vicina di casa Gina, amica di sua nonna, e poi gli amici Maria Grazia, Matteo e Silvia.
Dopo cena, il resto del gruppo raggiunge Andrea per un’ultima partita di poker, una tradizione che li ha accompagnati per tutto il periodo del liceo e a cui la vendita della casa metterà fine. Nel corso della notte, tra una mano a carte e i discorsi con gli amici, Andrea cerca una misteriosa scatola blu.

## Produzione
Le riprese sono iniziate il 6 marzo 2020 nella casa reale in via Don Minzoni n.6 a Calenzano, in provincia di Firenze, e sono state sospese il 9 marzo per il lockdown dovuto alla Gestione della pandemia di COVID-19 in Italia. La produzione del film è stata completata nel marzo 2021, per un periodo complessivo di 11 giorni di riprese.

## Distribuzione
Il trailer è stato diffuso il 2 febbraio 2024.
Il film è stato distribuito nelle sale italiane il 22 febbraio 2024 da Emera Film.

## Accoglienza
Giancarlo Zappoli su MyMovies ha assegnato al film tre stelle su cinque definendolo «una riflessione sul senso dell’abitare girata in economia di denaro ma non di sentimenti», mentre Eleonora Degrassi su Cinematographe lo descrive come «un percorso intimo, personale – e inevitabilmente universale – fatto di fotografie, musiche, video e ricordi che acquista sempre più profondità e calore, di minuto in minuto». Positivo anche il parere di Cinemaitaliano.info che definisce lo stile di regia «delicato e introspettivo, abile nel raccontare i legami e i ricordi».
Di parere opposto Mariuccia Ciotta su FilmTv che dà un giudizio negativo al film e sottolinea l’aspetto generazionale e degli amici che «collezionano intorno a un tavolo da poker tutte le teorie del filosofo Umberto Galimberti a proposito di “nichilismo passivo” della nuova generazione».